# Coupe Spengler 1966
Navigation
Édition précédente Édition suivante
La Coupe Spengler 1966 est la 40e édition de la Coupe Spengler. Elle se déroule en décembre 1966 à Davos, en Suisse.

## Règlement du tournoi
Les équipes sont regroupés au sein d'un seul groupe. Les équipes jouent un match contre chacune des autres équipes. Le premier de la poule est déclaré vainqueur de la Coupe Spengler.

## Résultats des matchs et classement
| Clt   | Équipe        | PJ | V | D | N | BP | BC | Pts |
| ----- | ------------- | -- | - | - | - | -- | -- | --- |
| +001, | Dukla Jihlava | 4  | 4 | 0 | 0 | 32 | 5  | 8   |
| +002, | CP Liége      | 4  | 2 | 1 | 1 | 15 | 13 | 5   |
| +003, | MoDo AIK      | 4  | 1 | 1 | 2 | 16 | 13 | 4   |
| +004, | EC Bad Tölz   | 4  | 1 | 2 | 1 | 12 | 16 | 3   |
| +005, | HC Davos      | 4  | 0 | 4 | 0 | 6  | 34 | 0   |

- Vainqueur de la compétition